# Laura Pasini
Laura Pasini   (Milà, 28 de gener de 1894 - Cologno Monzese, 5 d'octubre de 1942) fou una soprano italiana.
Pasini va estudiar piano amb Vincenzo Appiani al Conservatori de Milà. Va debutar com a pianista a Roma el 1912. Després de rebre formació vocal a l'Accademia Nazionale di Santa Cecilia, Pasini va fer el seu debut operístic en el paper de Zerlina a Fra Diavolo a Milà el 1921. Va ser membre de la companyia La Scala de 1923 a 1926 i de 1930 a 1931. També va cantar a Roma, Torí, Florència, Salzburg i al Teatre Colón de Buenos Aires.
La Temporada 1929-1930 va cantar al Gran Teatre del Liceu de Barcelona com a Laura Passini. Després de la seva carrera com a intèrpret, Pasini es va establir a Càller i va treballar com a professora de cant.